# Филипини на Светском првенству у атлетици на отвореном 2013.
Филипини су учествовали на 14. Светском првенству у атлетици на отвореном 2013. одржаном у Москви од 10. до 18. августа тринаести пут. Репрезентацију Филипина представљао је један такмичар који се такмичио у трци на 400 метара са препонама.,
На овом првенству Филипини нису освојили ниједну медаљу. Није било нових националних рекорда ни личних рекорда.

## Учесници
Мушкарци:
- Ерик Креј — 400 м препоне

## Резултати

### Мушкарци
| Атлетичар | Дисциплина    | Лични рекорд | Квалификације | Квалификације | Полуфинале           | Полуфинале           | Финале               | Финале       | Детаљи |
| Атлетичар | Дисциплина    | Лични рекорд | Резултат      | Место         | Резултат             | Место                | Резултат             | Место        | Детаљи |
| --------- | ------------- | ------------ | ------------- | ------------- | -------------------- | -------------------- | -------------------- | ------------ | ------ |
| Ерик Креј | 400 м препоне | 50,46 НР     | 52,45         | 7. у гр. 4    | Није се квалификовао | Није се квалификовао | Није се квалификовао | 34 / 35 (37) |        |